# Lijst van AMD Athlon XP-microprocessors
Dit is een lijst van AMD Athlon XP-microprocessors die zijn geproduceerd door de Amerikaanse chipfabrikant AMD.
| Modelnummer     | Kloksnelheid | L2-cache | FSB        | Multiplier | Spanning | Codenaam en opmerkingen                   | Introductiedatum | Bestelnummer  |
| --------------- | ------------ | -------- | ---------- | ---------- | -------- | ----------------------------------------- | ---------------- | ------------- |
| Athlon XP 1500+ | 1333 MHz     | 256 kB   | 2x 133 MHz | 10x        | 1,75 V   | Palomino                                  | 9 oktober 2001   | AX1500DMT3C   |
| Athlon XP 1600+ | 1400 MHz     | 256 k    | 2x 133 MHz | 10,5x      | 1,75 V   | Palomino                                  | 9 oktober 2001   | AX1600DMT3C   |
| Athlon XP 1600+ | 1400 MHz     | 256 kB   | 2x 133 MHz | 10,5x      | 1,60 V   | Thoroughbred-A of B                       |                  | AXDA1600DUT3C |
| Athlon XP 1700+ | 1467 MHz     | 256 kB   | 2x 133 MHz | 11x        | 1,75 V   | Palomino                                  | 9 oktober 2001   | AX1700DMT3C   |
| Athlon XP 1700+ | 1467 MHz     | 256 kB   | 2x 133 MHz | 11x        | 1,50 V   | Thoroughbred-A of B                       |                  | AXAD1700DLT3C |
| Athlon XP 1700+ | 1467 MHz     | 256 kB   | 2x 133 MHz | 11x        | 1,60 V   | Thoroughbred-A of B                       |                  | AXAD1700DUT3C |
| Athlon XP 1800+ | 1533 MHz     | 256 kB   | 2x 133 MHz | 11,5x      | 1,75 V   | Palomino                                  | 9 oktober 2001   | AX1800DMT3C   |
| Athlon XP 1800+ | 1533 MHz     | 256 kB   | 2x 133 MHz | 11,5x      | 1,50 V   | Thoroughbred-A of B                       |                  | AXDA1800DLT3C |
| Athlon XP 1800+ | 1533 MHz     | 256 kB   | 2x 133 MHz | 11,5x      | 1,60 V   | Thoroughbred-A of B                       |                  | AXDA1800DUT3C |
| Athlon XP 1900+ | 1600 MHz     | 256 kB   | 2x 133 MHz | 12x        | 1,75 V   | Palomino                                  | 5 november 2001  | AX1900DMT3C   |
| Athlon XP 1900+ | 1600 MHz     | 256 kB   | 2x 133 MHz | 12x        | 1,50 V   | Thoroughbred-A of B                       |                  | AXDA1900DLT3C |
| Athlon XP 2000+ | 1667 MHz     | 256 kB   | 2x 133 MHz | 12,5x      | 1,75 V   | Palomino                                  | 7 januari 2002   | AX2000DMT3C   |
| Athlon XP 2000+ | 1667 MHz     | 256 kB   | 2x 133 MHz | 12,5x      | 1,65 V   | Thoroughbred-A of B                       |                  | AXDA2000DKT3C |
| Athlon XP 2000+ | 1667 MHz     | 256 kB   | 2x 133 MHz | 12,5x      | 1,60 V   | Thoroughbred-A of B                       |                  | AXDA2000DUT3C |
| Athlon XP 2000+ | 1667 MHz     | 256 kB   | 2x 133 MHz | 12,5x      | 1,60 V   | Thorton                                   |                  | AXDC2000DUT3C |
| Athlon XP 2100+ | 1733 MHz     | 256 kB   | 2x 133 MHz | 13x        | 1,75 V   | Palomino                                  | 13 maart 2002    | AX2100DMT3C   |
| Athlon XP 2100+ | 1733 MHz     | 256 kB   | 2x 133 MHz | 13x        | 1,60 V   | Thoroughbred-A of B                       |                  | AXDA2100DUT3C |
| Athlon XP 2200+ | 1800 MHz     | 256 kB   | 2x 133 MHz | 13,5x      | 1,65 V   | Thoroughbred-A of B                       |                  | AXDA2200DKV3C |
| Athlon XP 2200+ | 1800 MHz     | 256 kB   | 2x 133 MHz | 13,5x      | 1,60 V   | Thoroughbred-A of B                       |                  | AXDA2200DUV3C |
| Athlon XP 2200+ | 1800 MHz     | 256 kB   | 2x 133 MHz | 13,5x      | 1,60 V   | Thorton                                   |                  | AXDC2200DUV3C |
| Athlon XP 2400+ | 2000 MHz     | 256 kB   | 2x 133 MHz | 15x        | 1,65 V   | Thoroughbred-B                            |                  | AXDA2400DKV3C |
| Athlon XP 2400+ | 2000 MHz     | 256 kB   | 2x 133 MHz | 15x        | 1,60 V   | Thoroughbred-B                            |                  | AXDA2400DUV3C |
| Athlon XP 2400+ | 2000 MHz     | 256 kB   | 2x 133 MHz | 15x        | 1,65 V   | Thorton                                   |                  | AXDC2400DKV3C |
| Athlon XP 2500+ | 1833 MHz     | 512 kB   | 2x 166 MHz | 11x        | 1,65 V   | Barton Core                               |                  | AXDA2500DKV4D |
| Athlon XP 2600+ | 2133 MHz     | 256 kB   | 2x 133 MHz | 16x        | 1,65 V   | Thoroughbred-B                            |                  | AXDA2600DKV3C |
| Athlon XP 2600+ | 2083 MHz     | 256 kB   | 2x 166 MHz | 12,5x      | 1,65 V   | Thoroughbred-B                            |                  | AXDA2600DKV3D |
| Athlon XP 2600+ | 1917 MHz     | 512 kB   | 2x 166 MHz | 11,5x      | 1,65 V   | Barton Core                               |                  | AXDA2600DKV4D |
| Athlon XP 2700+ | 2167 MHz     | 256 kB   | 2x 166 MHz | 13x        | 1,65 V   | Thoroughbred-B                            |                  | AXDA2700DKV3D |
| Athlon XP 2700+ | 2000 MHz     | 512 kB   | 2x 166 MHz | 12x        | 1,65 V   | Barton Core. Minimal quantity shipped.    |                  | AXDA2700DKV4D |
| Athlon XP 2800+ | 2250 MHz     | 256 kB   | 2x 166 MHz | 13,5x      | 1,65 V   | Thoroughbred-B. Minimal quantity shipped. |                  | AXDA2800DKV3D |
| Athlon XP 2800+ | 2083 MHz     | 512 kB   | 2x 166 MHz | 12,5x      | 1,65 V   | Barton Core                               |                  | AXDA2800DKV4D |
| Athlon XP 3000+ | 2167 MHz     | 512 kB   | 2x 166 MHz | 13x        | 1,65 V   | Barton Core                               | 10 februari 2003 | AXDA3000DKV4D |
| Athlon XP 3000+ | 2100 MHz     | 512 kB   | 2x 200 MHz | 10,5x      | 1,65 V   | Barton Core                               |                  | AXDA3000DKV4E |
| Athlon XP 3200+ | 2200 MHz     | 512 kB   | 2x 200 MHz | 11x        | 1,65 V   | Barton Core                               |                  | AXDA3200DKV4E |

| Modelnummer       | Kloksnelheid | L2-cache | FSB        | Multiplier | Voltage | Codenaam en opmerkingen | Introductiedatum | Bestelnummer |
| ----------------- | ------------ | -------- | ---------- | ---------- | ------- | ----------------------- | ---------------- | ------------ |
| Athlon XP-M 1400+ | 1200 MHz     | 256 kB   | 2x 133 MHz | 9x         |         | Palomino                | 17 april 2002    |              |
| Athlon XP-M 1500+ | 1333 MHz     | 256 kB   | 2x 133 MHz | 10x        |         | Palomino                | 17 april 2002    |              |
| Athlon XP-M 1600+ | 1400 MHz     | 256 kB   | 2x 133 MHz | 10,5x      |         | Palomino                | 10 juni 2002     |              |